# ميشيل الشجاع

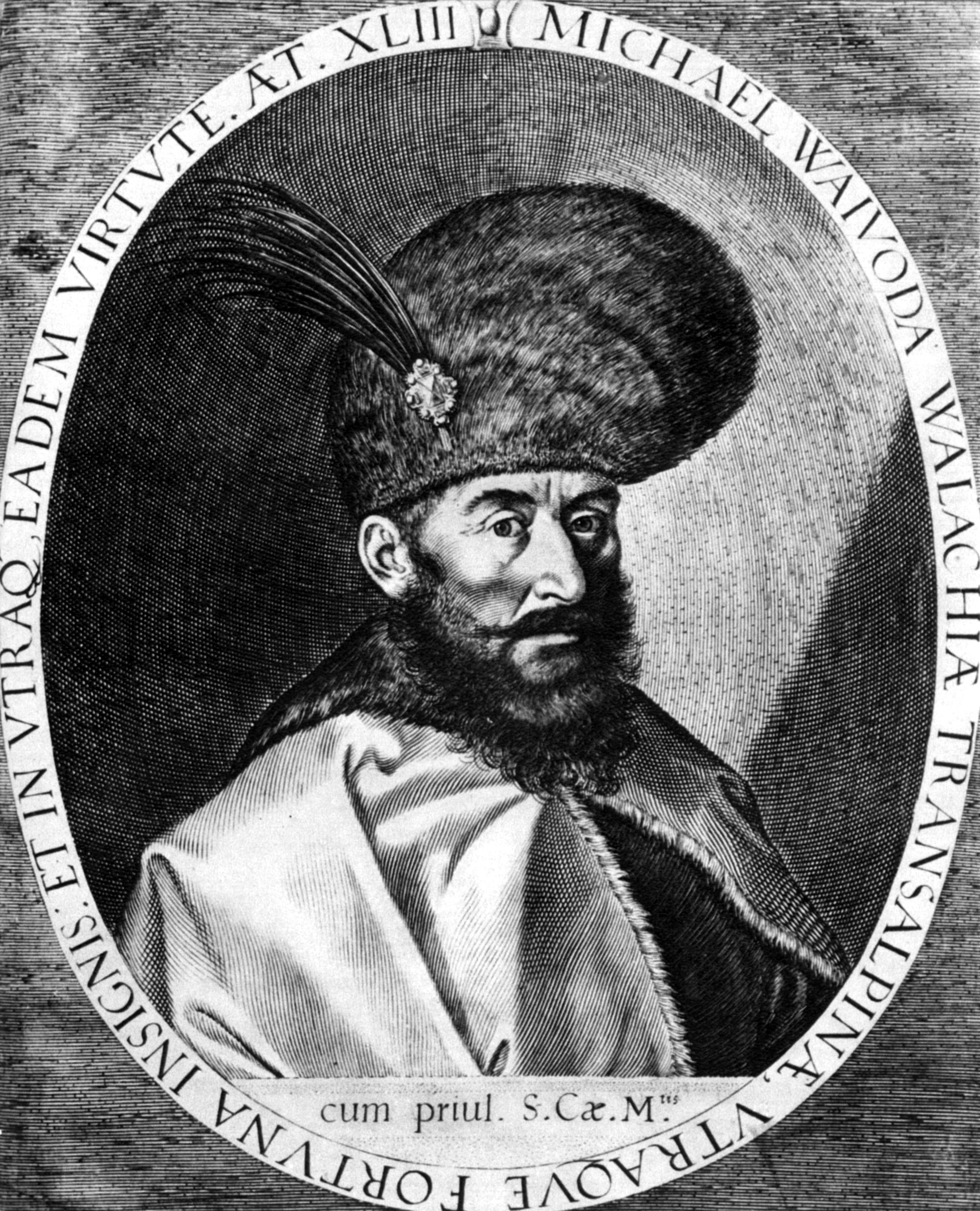
ميشيل الشجاع

ميشيل الشجاع (1558 - 1601)، أمير الأفلاق (1593 ـ 1601). أجبره الباب العالي على دفع مبلغ طائل، فاستدانه من الأتراك، ثم جمع دائنيه وفتك بهم في أثناء مأدبة أقامها لهم في قصره، وشن حرباً حامية ضد السلطان الذي أكره على عقد صلح معه، منحه فيه استقلالاً كاد يكون تاماً 1595، فتح ترانسلفانيا 1599 التي كان أميرها قد أمده بالعون في أثناء حروبه مع السلطان. كما فتح البغدان 1600، واتسمت علاقاته مع إمبراطور النمسا بالمكر والغدر، واغتاله أحد عملاء الإمبراطور. عادت الأفلاق والبغدان بعد موته إلى حكم الترك، ووقعت ترانسلفانيا في قبضة النمسا. تعده رومانيا بطلاً قومياً.